# Passerelle surélevée de Central

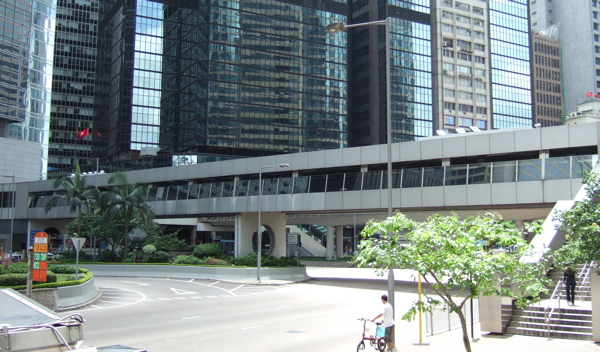
La passerelle surélevée de Central au croisement de.

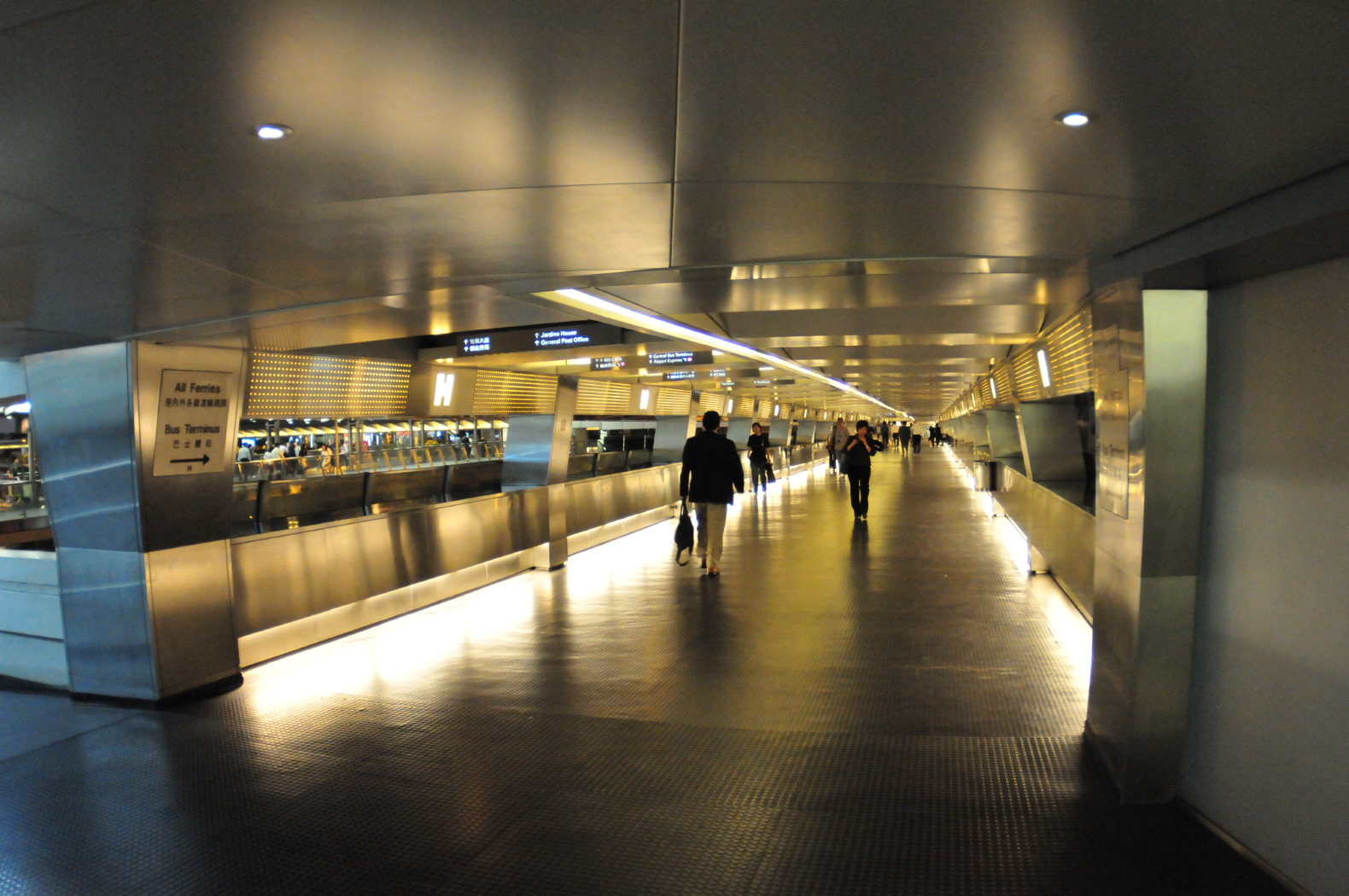
Intérieur de la passerelle surélevée de Central.

La passerelle surélevée de Central (中區行人天橋系統) est un vaste réseau de passerelles piétionnes couvrant les quartiers d'Admiralty (en), Central et des parties de Sheung Wan, près de Victoria Harbour à Hong Kong.
Le système est construit en plusieurs phases par le gouvernement de Hong Kong et divers développeurs, tels que Hongkong Land, Jardine Matheson Holdings et Shun Tak Holdings (en). Il dispose d'escalators et d'escaliers pour y accéder. Certaines parties sont climatisées. Il existe un autre système à Admiralty qui n'est actuellement pas connecté au système de Central.

## Histoire
Dans les années 1970, Hongkong Land construit une passerelle au-dessus de Connaught Road (en) pour faciliter l'accès des piétons entre Connaught Place (aujourd'hui Jardine House), Swire House (aujourd'hui Chater House) et la poste centrale de Hong Kong. Le promoteur construit également de nombreuses passerelles entre ses bâtiments en cours de construction.
Dans les années 1980, après l'achèvement d'Exchange Square le gouvernement construit une passerelle pour le connecter au réseau de Hongkong Land. Ce système s'étend vers l'ouest le long du port pour relier les embarcadères de Central et Shun Tak Centre (en). D'autres bâtiments le long de Queen's Road (en), tels que le bâtiment de la banque Standard Chartered et Central Tower, sont également connectés au système.
En 1993, l'escalator Central-Mid-Levels (en) entre en service et le bâtiment du siège de la banque Hang Seng est connecté.
En 1998, l'International Finance Centre, la ligne de métro Airport Express et la station Hong Kong sont achevés et intégrés au réseau.
Après 2000, le gouvernement construit un pont entre World-Wide House et Exchange Square.

## Système de Central

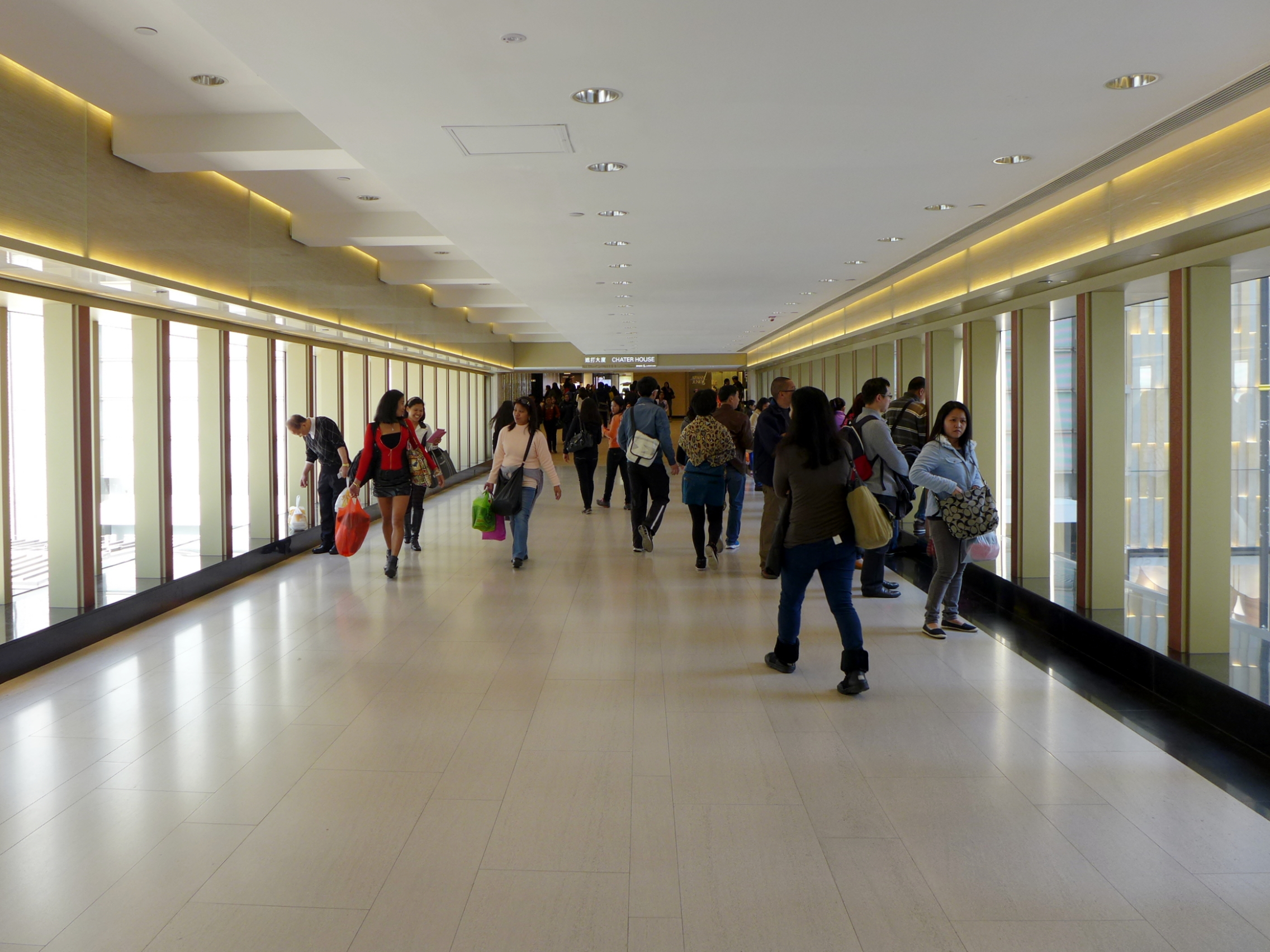
Accès au pont entre Alexandra House et Chater House.

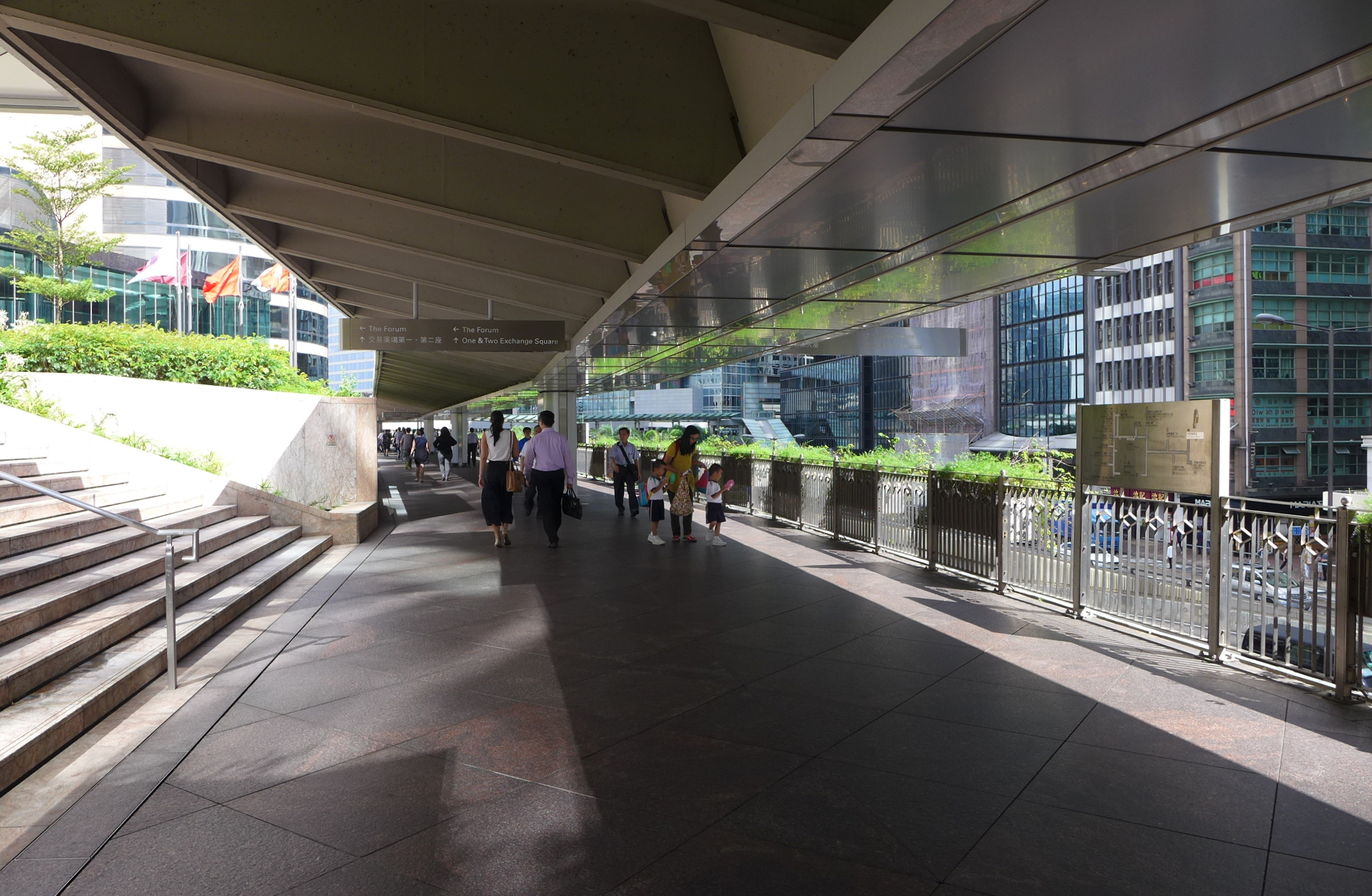
À l'est vers.

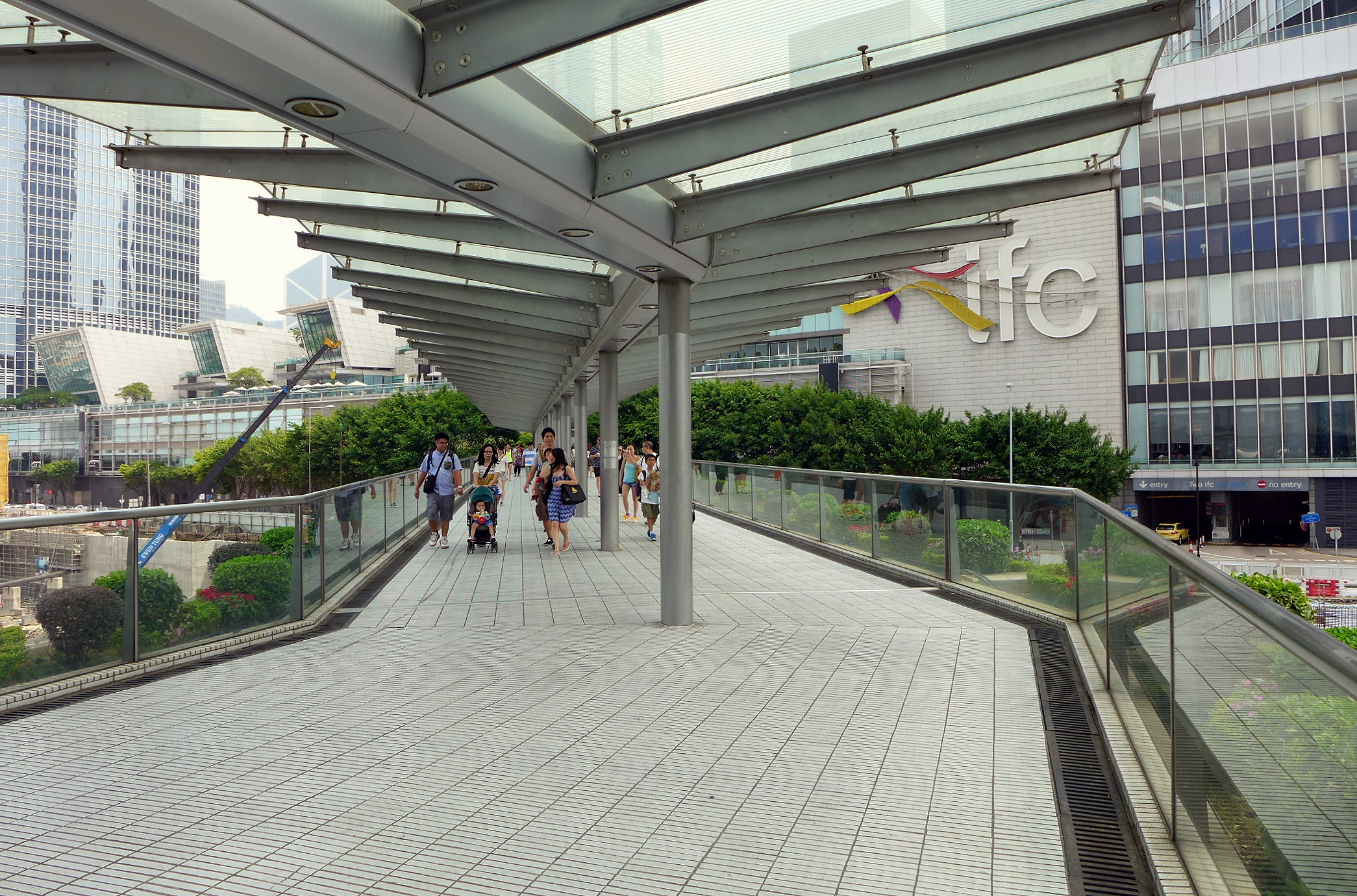
Au nord vers les embarcadères de Central.

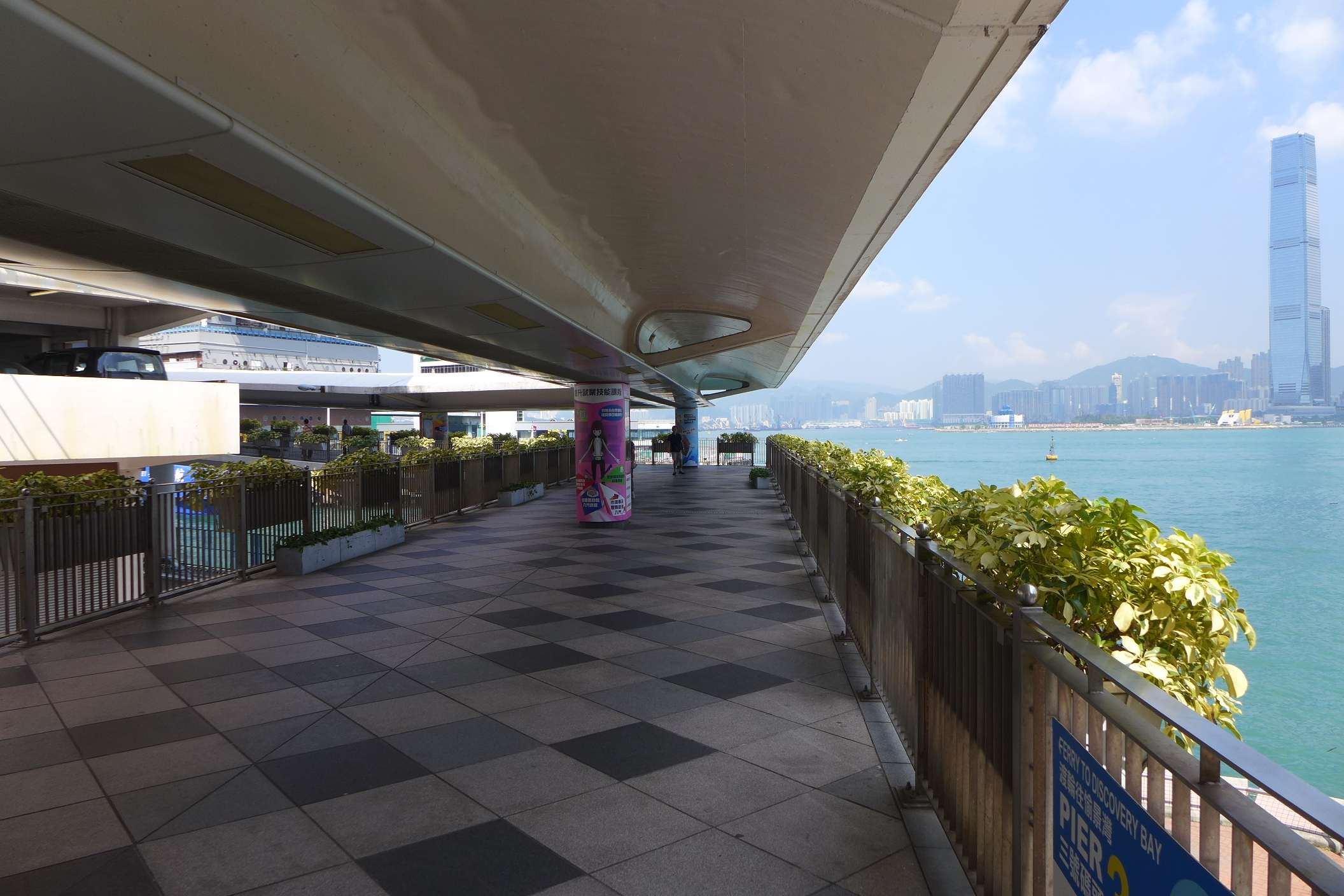
Panorama sur Victoria Harbour.

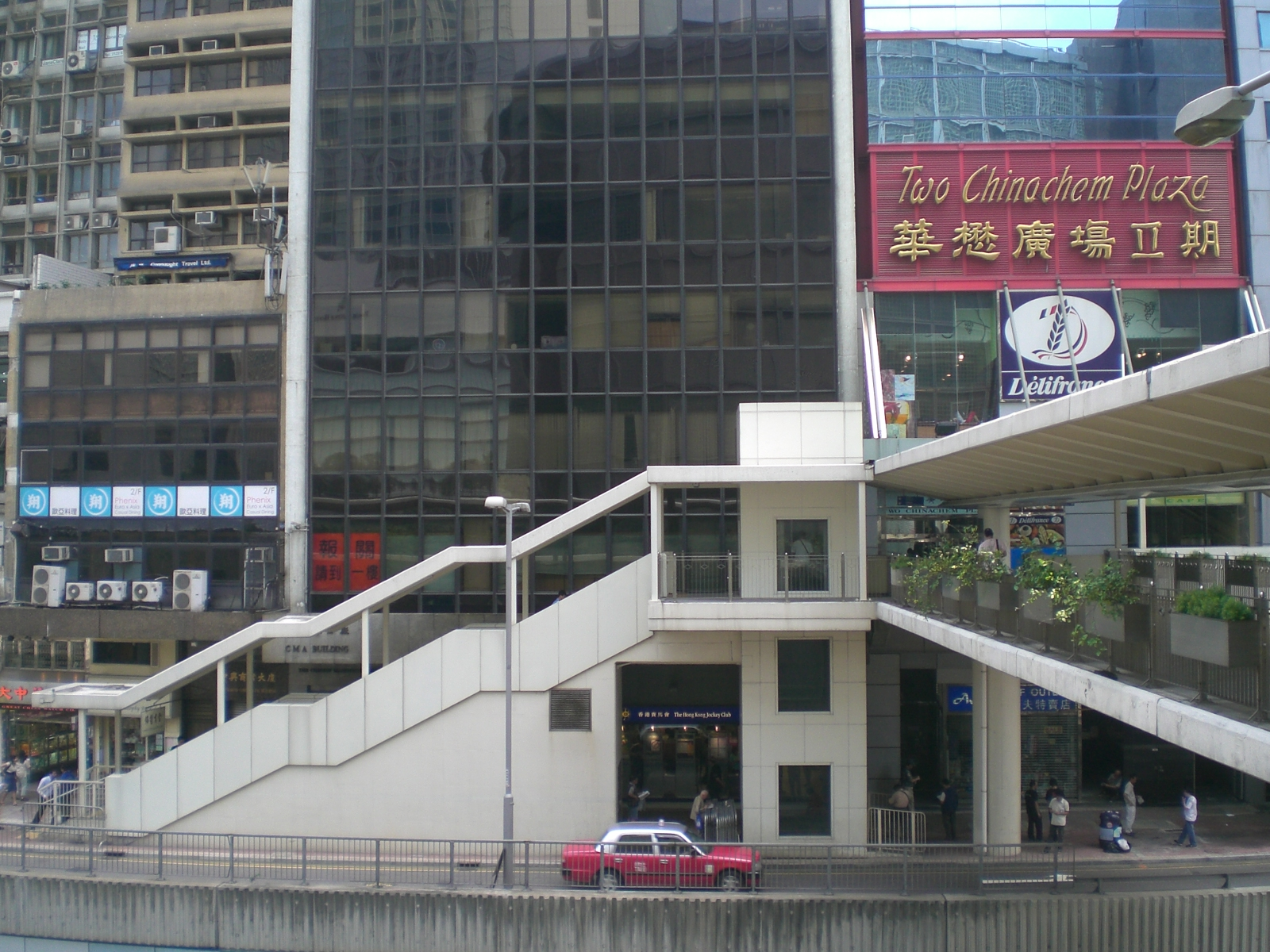
Près de la phase 2 du Chinachem Golden Plaza.

### Couverture
- À l'est vers : The Landmark, Prince's Building, station Hong Kong, station Central
- Au sud vers : bâtiment du siège de la banque Hang Seng, escalator Central-Mid-Levels (en), Soho, Conduit Road (en)
- À l'ouest vers : Shun Tak Centre (en) (Sheung Wan), terminal de ferry Hong Kong-Macao (en), station Sheung Wan
- Au nord vers : International Finance Centre, embarcadères de Central, station Hong Kong

### Bâtiments connectés
- International Finance Centre
- Hôtel de ville
- Jardine House
- Exchange Square
- Poste centrale
- World-Wide House
- Chater House
- Alexandra House
- Mandarin Oriental
- Prince's Building
- 9 Queen's Road Central (en)
- Siège de la Bank of East Asia
- Bâtiment de la banque Standard Chartered
- The Landmark
- Central Building
- Central Place
- Bâtiment du siège de la banque Hang Seng
- Marché de Central (en)
- Harbour Building
- Infinitus Plaza
- Shun Tak Centre (en)

## Système d'Admiralty

### Couverture
- À l'est vers : CITIC Tower, station Admiralty
- Au sud vers : parc de Hong Kong, CITIC Tower
- À l'ouest vers : Hutchison House, AIG Tower, Cheung Kong Center
- Au nord vers : Hôtel de ville

### Bâtiments connectés
- Pacific Place
- CITIC Tower
- United Centre
- Admiralty Centre
- Queensway Plaza
- Far East Finance Centre
- Lippo Centre
- Bâtiments gouvernementaux de Queensway
- Fairmont House
- Parking de Murray Road (en)
- Tour de la Bank of China
- Cheung Kong Center
- Parc de Hong Kong
- 3 Garden Road
- Tour de la Bank of America (en)
- Hutchison House (réaménagement en cours)
- AIG Tower

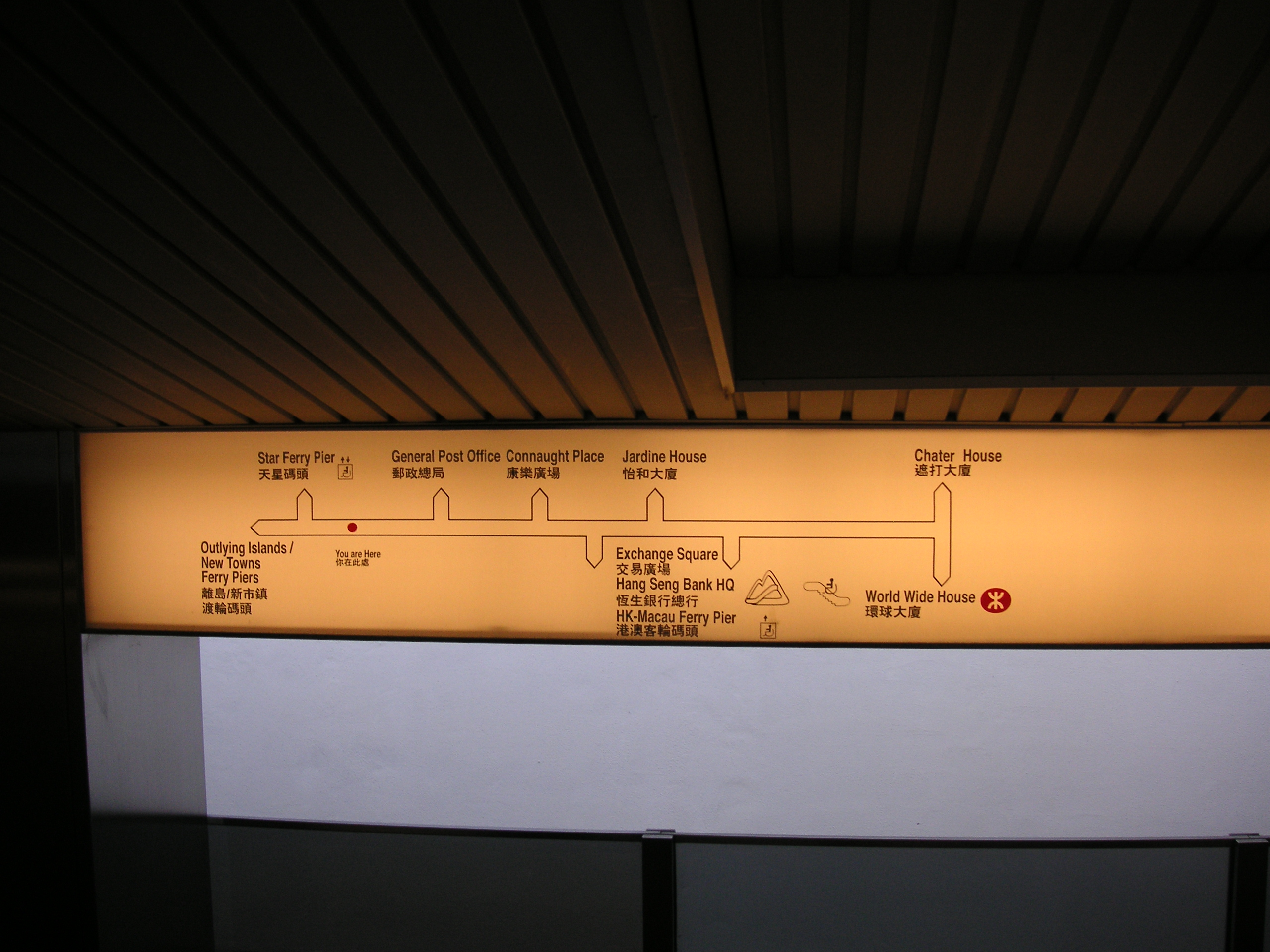
Carte de la passerelle.
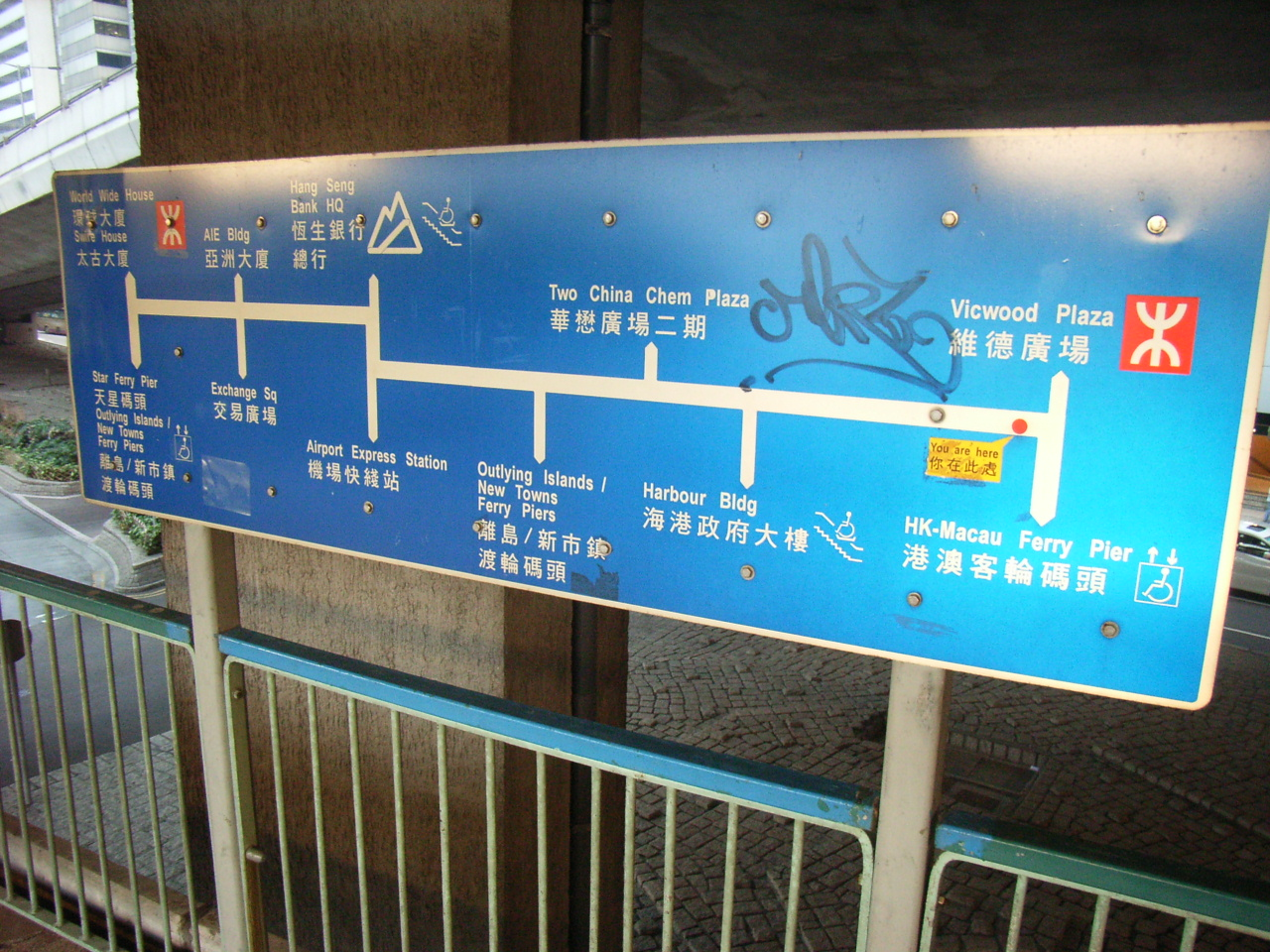
Autre carte à côté du port.
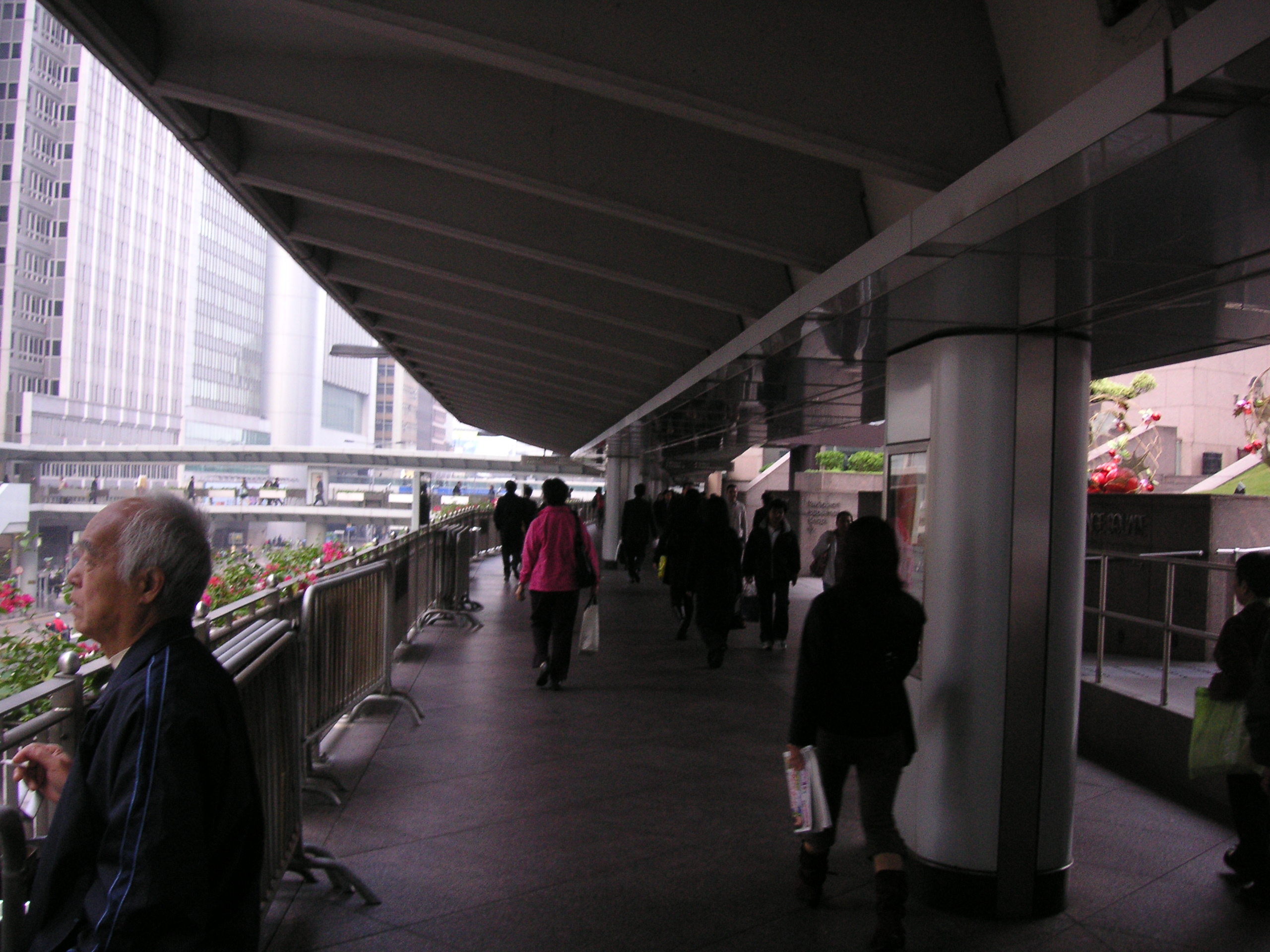
Section près d'Exchange Square.